# ダンディーケーキ

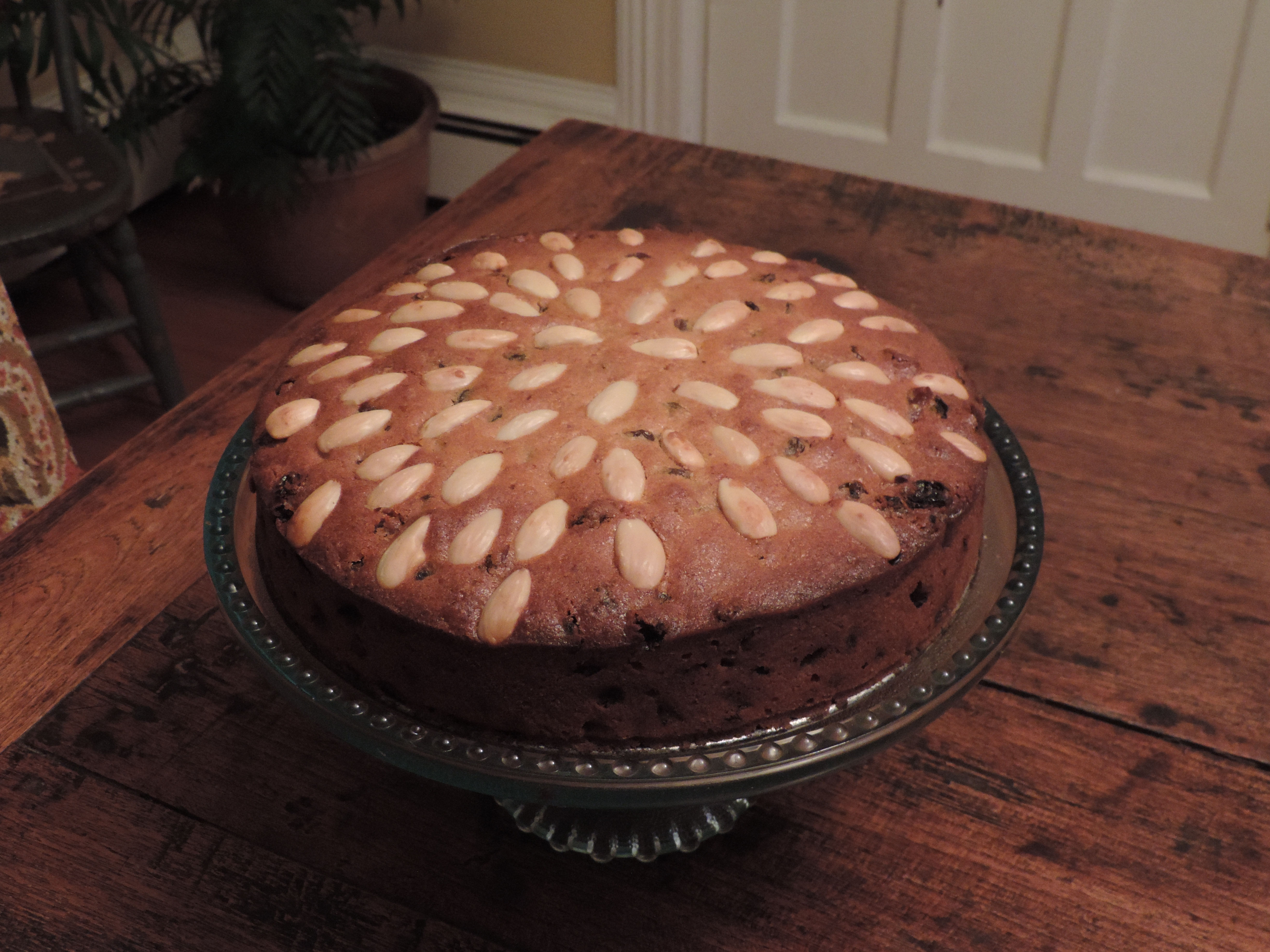
ダンディーケーキ

ダンディーケーキ (Dundee cake) は、イギリス・スコットランド地方のダンディーで生まれたフルーツケーキ。オレンジの皮や特産のマーマレードが入り、上にアーモンドが飾られているのが特徴。焼いた後の保存性が良い。
イギリスの伝統的なフルーツケーキ（en）のバリエーションであるが、その中では比較的あっさりとした味である。そのため、キーラー社の考案したレシピはスコットランド全土に広まり、さらにはイギリス各地から海外にも受け入れられている。クリスマスケーキに使うところもある。
EUの原産地名称保護制度 (Protected Geographical Indication:PGI) に登録手続き中である。 Protected food name: Dundee cake

## 歴史
ダンディーケーキは、ダンディーのケーキ職人によって生み出された。ダンディーの職人はスコットランドの周辺の町に広がるより大きなケーキ職人の集まりに属しており、またそのグループの歴史は古い同盟の時代まで遡ることができる。
このケーキを考案したのは、ダンディー名産であるダンディー・マーマレード製造会社のキーラー社(James Keiller & Son)である。このケーキはもともとはサルタナケーキとして生み出され、キーラー社のオリジナルのレシピでは、セビリアオレンジ、スペイン産アーモンド、スペイン産サルタナが用いられていた。このようなレシピになったのは単純にこれらの材料が手に入れやすかったからである。近くにあるダンディー港はヨーロッパの都市への交易ハブとして働く活発な貿易の窓口であり、特にスペインからはアーモンドとオレンジが運ばれてきていたのである。また、ダンディーケーキに特徴的な、アーモンドをまるごと使って放射状に並べるトッピングも、キーラー社が考案したものである。
ダンディーケーキの最も古い記録は18世紀まで遡る。後のキーラー社創業者のジャネット・キーラーは、お菓子や乾燥フルーツ、ケーキの輸出入・販売を行っていた。父から店を引き継いだジャネットは、セビリアオレンジを用いたマーマレードを開発して大成功を収め、製品の大量生産を初めていた。(それまでのマーマレードはスライスされた分厚い皮を用いていたが、このマーマレードは皮が細かく刻まれており、より簡単に塗って伸ばすことができた。) 彼女の子孫は、このマーマレードに関するビジネスを、1870年代までどの他社にも脅かされること無く独占した。そしてその間、キーラー社は様々な菓子、保存食品、ケーキ生産に関するビジネスを展開していった。会社は二人の娘アグネスとジャネット、ついで最も若い長男ジェームズに継がれた。ジェームズの死後(1839)、その妻のマーガレットが会社の経営を引き継ぎ、元の店を売り払って市街地に新たな工場および新たな店を建設した。
この工場は例年、昨年収穫されたオレンジを年のはじめにマーマレードに加工していた。残りの時期には皮の砂糖漬けなどその他の製品を作っていた。1800年代の中頃以降に工場は、特製の「キーラーケーキ」を作って売ることで、この繁忙期と閑散期の波を埋める季節によらない製品を開発しようとしていた。このケーキが今のダンディーケーキの元となったものである。

## 作り方
主な材料は、生地用が小麦粉、ブラウン・シュガー、バター、卵およびベーキングパウダー。加える果実類として、オレンジピール、カラント（en, 極小粒のレーズン）、サルタナ種のレーズン、刻んださくらんぼ砂糖漬け、マーマレード、アーモンド粉など。ほかに飾り用に炒ったアーモンド。
生地はパウンドケーキと同じく、シュガーバッター法を使ったバターケーキである。バターとブラウンシュガーを練ってクリーム状にし、卵を少しずつ加えて気泡ができるように混ぜる。小麦粉とベーキングパウダー、果実類を加えて、小麦粉のグルテンの粘りが出ないようさっくりと合わせる。丸いケーキ型に流しいれたら、上に放射状にアーモンドを飾り付け、オーブンで焼く。
好みのスコッチウィスキー(シングルモルト)を生地に混ぜて焼くことで、生地に香りをつけることが出来る。アルコール分は揮発する。ウィスキーの代わりに紅茶を用いることもできる。
保存性を高めるため、水分が完全になくなるよう低温で長時間焼く。 焼き終わった後も、余分な水分が蒸発するよう、焼いてすぐには食べず数日は寝かせておく。長期保存の際には、ウィスキーを少量かけながら熟成させる "feed" と呼ばれる操作を数日に一回行う。好みのウィスキーを与えることで、そのウィスキーの香りがさらに生地に移る。

## 参考資料
- 山口もも 『英国お菓子めぐり』（新紀元社、2004年）
- 岡田哲 『コムギ粉料理探究事典』（東京堂出版、1999年）